# Tiara de Saitafernes

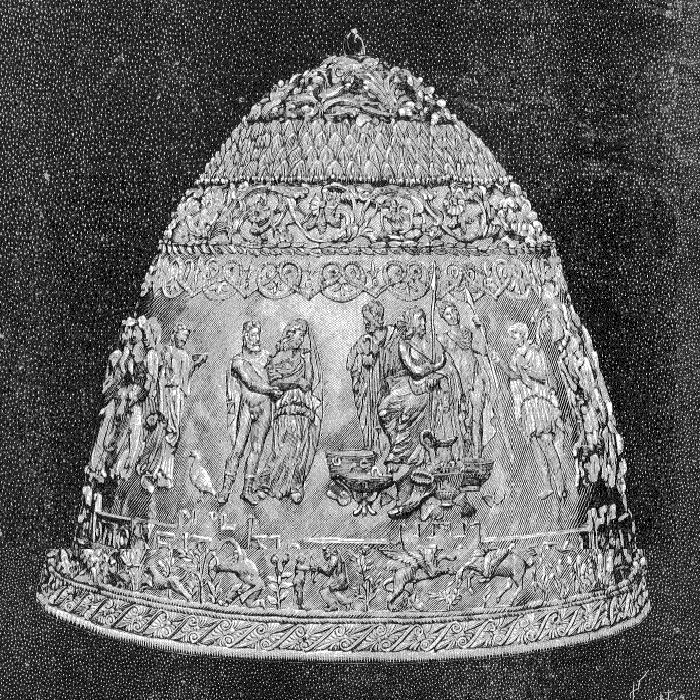
La Tiara de Saitafernes, fotografía de 1896.

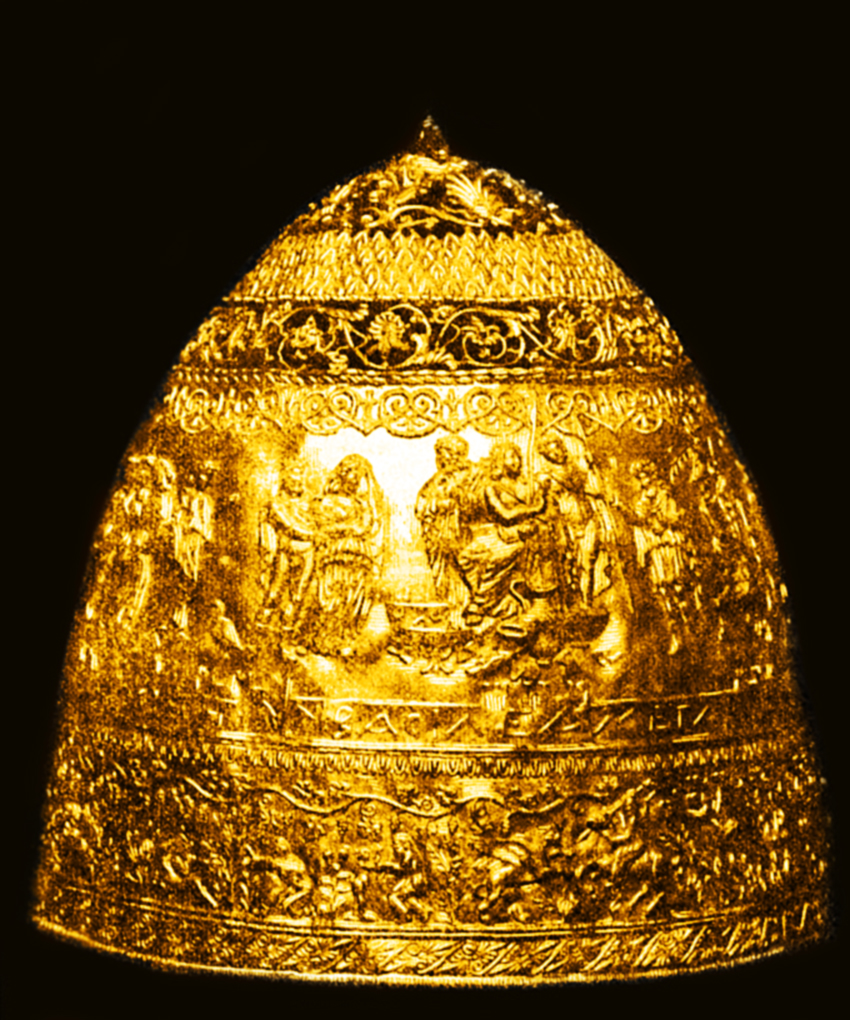
La Tiara de Saitafernes.

La Tiara de Saitafernes es una tiara de chapa de oro, comprada por el Museo del Louvre de París en 1896 y que posteriormente se reveló ser una falsificación.

## Historia
El 1 de abril de 1896, el Louvre anunció haber comprado una tiara de oro que perteneció al rey escita Saitafernes, y el museo había pagado por esta pieza 200.000 francos de oro. Una inscripción en griego antiguo sobre la tiara decía "El Consejo y los ciudadanos de Olbia honran al gran e invencible Rey Saitafernes". Para los expertos del Louvre, la tiara confirmaba un hecho que tuvo lugar a finales del siglo III A.C. o a inicios del siglo II A.C., cuando según la historia, las tropas escitas del rey Saitafernes habían asediado la colonia griega de Olbia, situada sobre el Mar Negro, y el monarca atacante solamente pudo ser convencido por los griegos para retirarse mediante la entrega de costosos regalos.
Al poco tiempo de ser expuesta en el Louvre, varios expertos pusieron en tela de juicio la autenticidad de la tiara. Entre ellos estaba el arqueólogo alemán Adolf Furtwangler, quien observó problemas estilísticos en los grabados y diseños de la tiara y cuestionó la aparente falta de signos de envejecimiento en la misma. Por varios años, el Museo del Louvre defendió la autenticidad de su tesoro. Las noticias sobre la tiara llegaron inclusive hasta la ciudad ucraniana de Odesa, donde vivía el orfebre Israel Rouchomovsky.
Dos años antes de la compra del Louvre, dos comerciantes le encargaron a Israel Rouchomovsky, un talentoso orfebre, elaborar la tiara. Le explicaron que era un regalo para un arqueólogo amigo suyo, suministrándole a Rouchomovsky detalles de excavaciones recientes de estilo griego para ayudarle con el diseño. No fue sino hasta que Rouchomovsky se enteró de las noticias del escándalo del Louvre, cuando supo del destino de su creación. Este orfebre viajó hasta París en 1903 y se presentó en el Museo del Louvre como el verdadero creador de la tiara. 
En un primer momento los expertos del museo se negaron a creerle, hasta que Rouchomovsky les demostró su habilidad al reproducir de modo exacto un fragmento de la tiara. Avergonzados por el descubrimiento, los directivos del Louvre ocultaron la pieza en el depósito. Por otra parte, Rouchomovsky se hizo famoso gracias a su oficio y ganó una medalla de oro en el Salón de las Artes Decorativas de París, ciudad donde vivió hasta su muerte, acaecida en 1934.
En 1954, la tiara estuvo incluida en un "Salón de falsificiaciones" en el Louvre. En 1997, el Museo de Israel en Jerusalén pidió prestada al Louvre la tiara de Saitafernes para una exhibición sobre Israel Rouchomovsky. En 2009, el Museo Superior de Arte de Atlanta pidió prestada la tiara para una exhibición sobre el Louvre.
Una copia de la tiara está expuesta en el Museo Británico. En 2009, otra copia estaba en exhibición en el Museo de Arte de Tel Aviv.